# Terslev Kirke
Terslev Kirke en en Kirke i Terslev ca. 13 km sydøst for Ringsted og 6 km nord for Haslev (Region Sjælland).

## Historie
Kirken er bygget i tiden under Valdemarerne omkring år 1200. Den er udvidet op gennem Middelalderen, hvor den omkring 1300 er blevet forlænget mod øst og vest, mens sakristiet er etableret i sengotisk tid og tårnet år 1400. Våbenhuset er af mursten. Døbefonten er i granit fra 1200. Prædikestolen i bruskbarok fra ca. 1650 med evangelister og engle.
I 1867 blev kirken sat i stand. Fra den tid stammer bænkene og de nygotiske støbejernsvinduer. Kirkeskib og lysekrone fra 1917 blev skænket af familien Lunn på Sofiendal til minde om deres datter Isse, der døde kun 10 år gammel.
Kirken er igen blevet restaureret i 1979, og herfra stammer korudsmykningen: Tre kalkmalerier udført af COBRAmaleren Mogens Balle, og et vægtæppe af hans ægtefælle Grete Balle.

## Facadefarve
Selve kirkebygningen er i gul, mens tårnet er rødt. Årsagen hertil kendes ikke med sikkerhed, men et gæt er, at den ældste kirke er blevet kalket med kalk fra Faxe Kalkbrud.
I takt med reparationer og renoveringer gennem årene, har man for at sikre helhedsindtrykket, valgt at kalke kirken. Da kirken i slutningen af det 18. århundrede blev under lagt Giesegård, er den som resten af Giesegårds kirker på egnen (f.eks. Nordrup og Farendløse) kalket gul.
Kirken blev sandblæst omkring 1970, så kalklaget er ikke tykkere, end man kan se sporene af bygningsændringerne – f.eks. det store buede renæssancevindue på sydfacaden.

## Eksterne kilder og henvisninger
- Terslev Kirke på KortTilKirken.dk
- Terslev Kirke i bogværket Danmarks Kirker (udg. af Nationalmuseet)

- Wikimedia Commons har flere filer relateret til Terslev Kirke